# Verbascum dentifolium
Verbascum dentifolium är en flenörtsväxtart som beskrevs av Alire Raffeneau Delile. Verbascum dentifolium ingår i släktet kungsljus, och familjen flenörtsväxter. Inga underarter finns listade i Catalogue of Life.